# Zellwood
Zellwood ist ein census-designated place (CDP) im Orange County im US-Bundesstaat Florida. Das U.S. Census Bureau hat bei der Volkszählung 2020 eine Einwohnerzahl von 2.758 ermittelt. 

## Geographie
Zellwood grenzt im Südosten direkt an die Stadt Apopka und liegt etwa 25 km nordwestlich von Orlando. Der CDP wird vom U.S. Highway 441 durchquert. Die Florida Central Railroad operiert im Frachtverkehr von hier über Tavares nach Umatilla, nach Sorrento sowie bis nach Orlando und Winter Garden.

## Demographische Daten
Laut der Volkszählung 2010 verteilten sich die damaligen 2817 Einwohner auf 1787 Haushalte. Die Bevölkerungsdichte lag bei 278,9 Einw./km². 90,6 % der Bevölkerung bezeichneten sich als Weiße, 2,0 % als Afroamerikaner, 0,4 % als Indianer und 0,5 % als Asian Americans. 5,9 % gaben die Angehörigkeit zu einer anderen Ethnie und 0,6 % zu mehreren Ethnien an. 12,1 % der Bevölkerung bestand aus Hispanics oder Latinos.
Im Jahr 2010 lebten in 9,9 % aller Haushalte Kinder unter 18 Jahren sowie 69,7 % aller Haushalte Personen mit mindestens 65 Jahren. 57,5 % der Haushalte waren Familienhaushalte (bestehend aus verheirateten Paaren mit oder ohne Nachkommen bzw. einem Elternteil mit Nachkomme). Die durchschnittliche Größe eines Haushalts lag bei 1,95 Personen und die durchschnittliche Familiengröße bei 2,53 Personen.
11,2 % der Bevölkerung waren jünger als 20 Jahre, 10,2 % waren 20 bis 39 Jahre alt, 18,8 % waren 40 bis 59 Jahre alt und 59,9 % waren mindestens 60 Jahre alt. Das mittlere Alter betrug 66 Jahre. 46,4 % der Bevölkerung waren männlich und 53,6 % weiblich.
Das durchschnittliche Jahreseinkommen lag bei 34.604 $, dabei lebten 23,1 % der Bevölkerung unter der Armutsgrenze.
Im Jahr 2000 war Englisch die Muttersprache von 88,55 % der Bevölkerung und Spanisch sprachen 11,45 %.